# Józef Zarzeczny
Józef Zarzeczny (ur. 4 lipca 1946, zm. 2 sierpnia 2012) – polski historyk, politolog, profesor i wykładowca Uniwersytetu Wrocławskiego.

## Życiorys
Urodzony w 1946 roku. Habilitację uzyskał na Uniwersytecie Wrocławskim w 1997 roku. Współtwórca i kierownik Zakładu Polityki Społecznej i Ekonomicznej w Instytucie Politologii w latach 1997–2012.
Pochowany na cmentarzu na Psim Polu we Wrocławiu(24G/79/8).